# Presbytère de Saint-Cuthbert
Le presbytère de Saint-Cuthbert  est construit de 1874 à 1876 selon les plans des architectes Victor Bourgeau (1809-1888) et Étienne-Alcibiade Leprohon (1842-1902),.  Il est béni le 30 septembre 1876. L’entrepreneur responsable de la construction est François Archambault. Le bâtiment est classé immeuble patrimonial depuis 1980.

## Historique
Les travaux de construction du presbytère s'effectuent de 1874 à 1876 sur un site concédé cent ans plus tôt par les anciens seigneurs Pierre-Noel Courthiau et James Cuthbert. François Archambault, l’entrepreneur responsable de la construction, est originaire de Saint-Barthélémy. L'église adjacente se construit parallèlement de 1874 à 1879, toujours selon les plans de Bourgeau et Leprohon .
En automne 1978, le curé Florian Aubin qui habitait le presbytère depuis quelques mois, décide de quitter les lieux puisque que, selon lui, le presbytère n'est plus adapté à ses besoins et mal isolé. On évalue alors le coût des travaux d'isolation du bâtiment trop élevé pour le budget de la fabrique. Une décision est prise de démolir le bâtiment pour construire quelque chose de plus moderne sur le même terrain. En juillet 1978, un coup de téléphone au bureau du ministère des Affaires culturelles réalisé par un citoyen sauve le bâtiment de la destruction. Le 11 novembre 1979, le presbytère est mis en vente.
Le presbytère de Saint-Cuthbert est classé monument historique en 1980,. Il fait, par la suite, l'objet d'une restauration en partie financée par le ministère des Affaires culturelles du Québec.